# Списак народних хероја: Ћ
Списак народних хероја чије презиме почиње на слово Ћ, за остале народне хероје погледајте Списак народних хероја:
1. Мустафа Ћемаловић (1919–1943) за народног хероја проглашен 20. децембра 1951. године.[1][2][3]
2. Владо Ћетковић (1909–1944) за народног хероја проглашен 13. августа 1945. године.[4][5][6]
3. Јелена Ћетковић (1916–1943) за народног хероја проглашен 5. јула 1952. године.[а][7]
4. Петар Перо Ћетковић (1907–1943) за народног хероја проглашен 30. априла 1943. године.[8][5][9]
5. Јанко Ћировић (1904–1970) Орденом народног хероја одликован 13. јула 1953. године.[10][11]
6. Радивој Ћирпанов (1909–1941) за народног хероја проглашен 25. октобра 1943. године.[12][13][11]
7. Душан Ћорковић (1921–1980) Орденом народног хероја одликован 23. јула 1952. године.[б][14][15]
8. Јован Ћоровић (1913–1942) за народног хероја проглашен 20. децембра 1951. године.[1][10][16]
9. Душан Ћубић (1919–1945) за народног хероја проглашен 5. јула 1951. године.[17][18][16]
10. Авдо Ћук (1920–1943) за народног хероја проглашен 23. јула 1952. године.[19][20]
11. Милан Ћуп (1917–1944) за народног хероја проглашен 20. децембра 1951. године.[1][18][21]
12. Перо Ћускић (1914–1942) за народног хероја проглашен 20. децембра 1951. године.[1][22][21]